# Kenji Kimihara
Kenji Kimihara (君原健二?, Kimihara Kenji; Kitakyūshū, 20 marzo 1941) è un ex maratoneta giapponese.

## Biografia
Ai Giochi olimpici di Città del Messico 1968 arrivò al secondo posto nella maratona, piazzandosi alle spalle dell'etiope Mamo Wolde.
Vinse altresì per due volte consecutivamente la medaglia d'oro nella maratona dei Giochi asiatici (1966 e 1970).

## Palmarès
| Anno | Manifestazione  | Sede              | Evento   | Risultato | Prestazione | Note |
| ---- | --------------- | ----------------- | -------- | --------- | ----------- | ---- |
| 1966 | Giochi asiatici | Bangkok           | Maratona | Oro       | 2h33'23"    |      |
| 1968 | Giochi olimpici | Città del Messico | Maratona | Argento   | 2h23'31"    |      |
| 1970 | Giochi asiatici | Bangkok           | Maratona | Oro       | 2h21'03"    |      |

## Altre competizioni internazionali
1962
- Bronzo alla Maratona di Fukuoka ( Fukuoka) - 2h18'01"

1963
- Argento alla Maratona di Tokyo ( Tokyo) - 2h20'25"
- Oro alla Maratona del lago Biwa ( Ōtsu) - 2h20'24"
- Oro alla Maratona di Auckland ( Auckland) - 2h19'36"

1964
- Oro alla Maratona di Tokyo ( Tokyo) - 2h17'11"
- Oro alla Maratona del lago Biwa ( Ōtsu) - 2h17'11"
- Oro alla Maratona di Sapporo ( Sapporo) - 2h17'12"

1966
- Oro alla Maratona di Boston ( Boston) - 2h17'11"
- Bronzo alla Maratona del lago Biwa ( Ōtsu) - 2h15'28"
- Bronzo alla Maratona di Seul ( Seul) - 2h19'57"
- Oro alla Maratona di Tamatsukuri ( Tamatsukuri) - 2h20'29"

1967
- Oro alla Maratona di Sapporo ( Sapporo) - 2h20'16"

1968
- Bronzo alla Maratona del lago Biwa ( Ōtsu) - 2h14'46"
- Oro alla Polytechnic Marathon ( Chiswick) - 2h15'15"

1969
- Argento alla Maratona di Atene ( Atene) - 2h13'25"
- 7º alla Maratona di Manchester ( Manchester) - 2h23'25"
- Oro alla Kumanichi Road Race ( Kumamoto) - 1h33'02"

1970
- Argento alla Maratona internazionale della pace ( Košice) - 2h18'06"
- 7º alla Maratona del lago Biwa ( Ōtsu) - 2h22'14"

1971
- 11º alla Maratona di Fukuoka ( Fukuoka) - 2h21'52"
- 13º alla Maratona del lago Biwa ( Ōtsu) - 2h28'26"

1972
- 5º alla Maratona di Fukuoka ( Fukuoka) - 2h15'52"
- Argento alla Maratona del lago Biwa ( Ōtsu) - 2h21'06"

1973
- Argento alla Maratona di Atene ( Atene) - 2h19'10"

1974
- 12º alla San Blas Half Marathon ( Coamo) - 1h09'29"

1976
- 15º alla Maratona di Fukuoka ( Fukuoka) - 2h22'07"

1977
- 17º alla Maratona di Fukuoka ( Fukuoka) - 2h21'00"

1978
- 16º alla Maratona di Fukuoka ( Fukuoka) - 2h17'07"

1979
- 48º alla Maratona di Fukuoka ( Fukuoka) - 2h23'52"

1982
- 16º alla Maratona di Honolulu ( Honolulu) - 2h28'53"